# Julija Czermoszanska
Julija Czermoszanska (ros. Юлия Игоревна Чермошанская; ur. 6 stycznia 1986 w Briańsku) – rosyjska lekkoatletka, sprinterka. 
Julija Czermoszanska jest córką mistrzyni świata w sztafecie 4 x 100 m Galiny Malczuginy.
16 sierpnia 2016 roku MKOL opublikował raport, z którego wynika że Czermoszanska stosowała niedozwolone środki (turinabol oraz stanozolol) podczas Igrzysk w Pekinie. W konsekwencji została ona zdyskwalifikowana a jej olimpijskie wyniki zostały anulowane. Sztafecie odebrano również złoty medal.

## Sukcesy
| Rok  | Zawody                                  | Miejsce | Wynik       | Konkurencja        | Czas    |
| ---- | --------------------------------------- | ------- | ----------- | ------------------ | ------- |
| 2005 | Mistrzostwa Europy juniorów             | Kowno   |             | bieg na 200 m      | 23,21 s |
| 2005 | Mistrzostwa Europy juniorów             | Kowno   |             | sztafeta 4 x 100 m | 44,70 s |
| 2007 | Mistrzostwa świata                      | Osaka   | ćwierćfinał | bieg na 200 m      | 23,15 s |
| 2008 | Igrzyska olimpijskie                    | Pekin   | DSQ         | sztafeta 4 x 100 m | 42,31 s |
| 2008 | Igrzyska olimpijskie                    | Pekin   | DSQ         | bieg na 200 m      | 22,57 s |
| 2010 | Superliga drużynowych mistrzostw Europy | Bergen  | 1           | sztafeta 4 x 100 m | 42,98 s |

### Rekordy życiowe
- bieg na 100 metrów – 11,30 s (2012)
- bieg na 200 metrów – 22,57 s (2008)